# Comté d'Isembourg-Büdingen

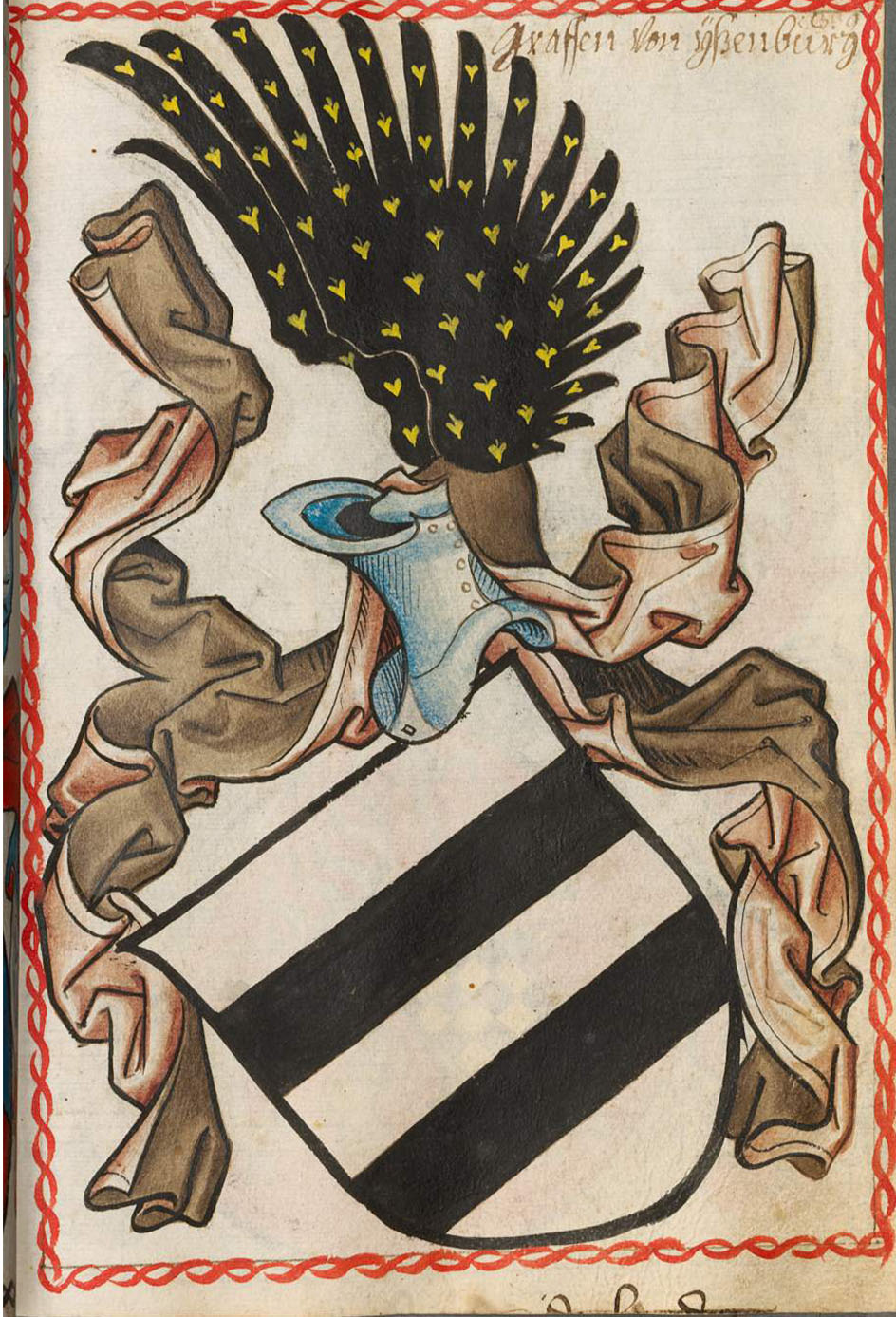
Armes des comtes d'Isembourg

Le comté d'Isembourg-Büdingen était un comté du sud de la Hesse (Vettéravie), dans le Saint-Empire romain germanique, situé à Büdingen. 
Le premier comté de ce nom (1341-1511), le comté d’Isembourg-Cleberg, fut divisé en Isembourg-Büdingen-Birstein et Isembourg-Ronnebourg en 1511. Le second comté (1628 -1806) , celui des Isembourg-Büdingen-Birstein, fut divisé en Isembourg-Meerholz et Isembourg-Wächtersbach en 1673, puis fusionné en principauté d'Isembourg en 1806.

## Liste des comtes d'Isembourg-Büdingen (1341 - 1511)
- Henri II d'Isembourg (1341 - 1378)
- Jean Ier d'Isembourg  (1378 - 1395)
- Jean II d'Isembourg (1395 - 1408)
- Thierry Ier d'Isembourg (1408 - 1461)
- Louis II d'Isembourg (1461 - 1511)